# Würzburger Kickers
Az Würzburger Kickers (teljes neve Fußball-Club Würzburger Kickers e.V.) egy német labdarúgóklub, melyet 1907. november 17-én alapítottak Würzburg városában.

## Sikerek
- 3. Liga (III.) bronzérmes: 2016
- Bayernliga Nord (III.) bajnok: 1955, 1960
- Bayernliga (III.) bajnok: 1977
- Landesliga Bayern-Nord (IV.) bajnok: 1990
- Landesliga Bayern-Nord (V.) bajnok: 1997
- Landesliga Bayern-Nord (VI.) bajnok: 2012
- Regionalliga Bayern (IV.) bajnok: 2015

## Jelenlegi keret
2016. július 9. szerint
| #  |     | Poszt | Név                   |
| -- | --- | ----- | --------------------- |
| 1  | GER | K     | Dominik Brunnhübner   |
| 2  | GER | KP    | Dennis Schmitt        |
| 3  | GER | V     | Dominik Nothnagel     |
| 4  | GER | KP    | Rico Benatelli        |
| 5  | GER | V     | Clemens Schoppenhauer |
| 6  | GRE | KP    | Anastasios Lagos      |
| 7  | GER | V     | Felix Müller          |
| 9  | IRN | KP    | Amir Shapourzadeh     |
| 10 | GER | KP    | Nejmeddin Daghfous    |
| 11 | GER | V     | Richard Weil          |
| 14 | GRE | KP    | Joannis Karsanidis    |
| 15 | CRO | V     | Franko Uzelac         |
| 16 | GER | V     | Peter Kurzweg         |

| #  |     | Poszt | Név                     |
| -- | --- | ----- | ----------------------- |
| 17 | GER | V     | Sascha Traut            |
| 19 | GER | K     | Kenan Mujezinovic       |
| 20 | HUN | KP    | Nagy Dániel             |
| 21 | GER | KP    | Tobias Schröck          |
| 22 | GER | V     | Dennis Russ             |
| 23 | GER | CS    | Patrick Weihrauch       |
| 26 | USA | V     | Royal-Dominique Fennell |
| 27 | GER | CS    | Marco Königs            |
| 28 | POL | K     | Robert Wulnikowski      |
| 29 | GER | V     | Sebastian Neumann       |
| 30 | GER | KP    | Emanuel Taffertshofer   |
| 33 | ITA | CS    | Elia Soriano            |